# K-dron

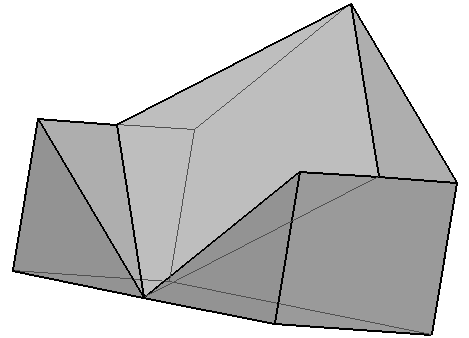
K-dron

Siatka k-dronu (z zakładkami umożliwiającymi sklejenie)

K-dron – jedenastościenna bryła geometryczna odkryta przez Janusza Kapustę w 1985 roku. Nazwa K-dronu pochodzi od słowa dron, które w języku greckim oznacza ścianę, a k jest jedenastą literą łacińskiego alfabetu.

## Historia
Bryła została wymyślona w trakcie przygotowań do wystawy Janusza Kapusty i jego kolegi w jednej z galerii Nowego Jorku. Po wydrukowaniu ulotek promujących wystawę, w których zamieszczono wizerunek 2 kwadratów wpisanych jeden w drugi, Janusz Kapusta wpadł na formę przestrzenną, na podstawie której wykonał następnie model przestrzenny bryły.
W skład K-dronu wchodzi powierzchnia k-dronowa, będąca rombem z dołączonymi trójkątami prostokątnymi i bazy k-dronu. Dwa k-drony złożone ze sobą dają sześcian. Profesor Janusz Łysko (Widener University w Pensylwanii) podał wzór funkcji 2 zmiennych, których wykres przedstawia w obszarze −1 ≤ x ≤ 1 i −1 ≤ y ≤ 1 górną powierzchnię K-dronu, mianowicie:
{\displaystyle f(x,y)={\frac {1}{2}}\cdot (|y-x+1|-|y-x-1|+|y+x+1|-|y+x-1|-|x-1|-|x+1|)+|y-1|}
Układy k-dronów mogą być aranżowane na wiele różnorakich sposobów, jakkolwiek każdy z nich bardzo dobrze oddziałuje ze światłem i cieniem. Wraz ze zmianą kąta padania światła tworzą się nowe wzory.

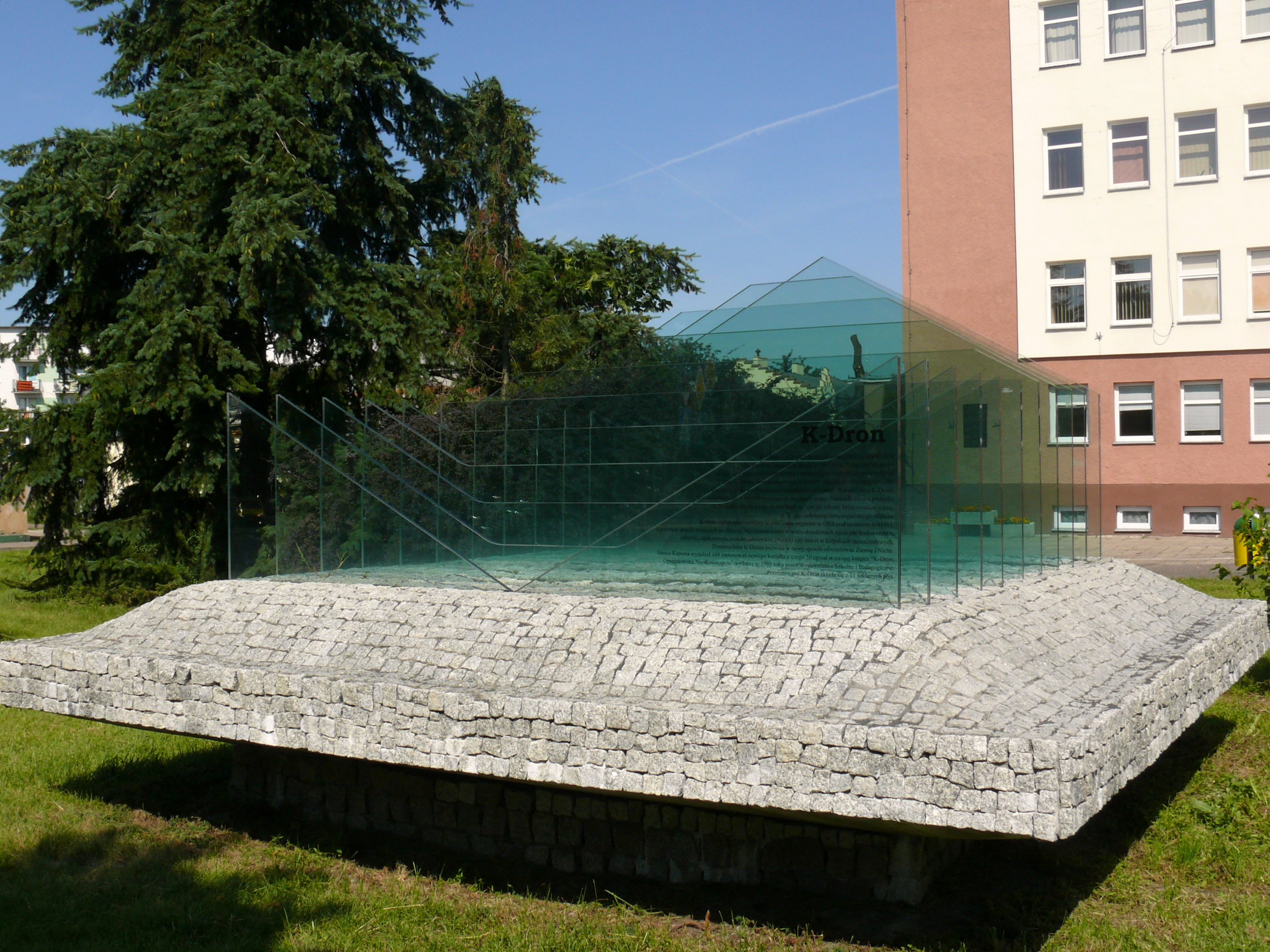
K-dron, pomnik w Kole

Jest wykorzystywany do projektowania elewacji budynków, zabawek, gier, wyrobów jubilerskich czy nawet kołpaków samochodowych. Zastosowań tej bryły jest bardzo dużo – Janusz Kapusta opisał 50 zastosowań w swojej książce, a w kwietniu 2001 roku mówił o znalezieniu już 168.
W roku 2009 przed gmachem starostwa powiatowego w Kole umieszczono pomnik K-dronu.